# Oriskany Falls
Oriskany Falls es una villa ubicada en el condado de Oneida en el estado estadounidense de Nueva York. En el año 2000 tenía una población de 698 habitantes y una densidad poblacional de 549.5 personas por km².

## Geografía
Oriskany Falls se encuentra ubicada en las coordenadas 42°56′17″N 75°27′46″O / 42.93806, -75.46278.

## Demografía
Según la Oficina del Censo en 2000 los ingresos medios por hogar en la localidad eran de $24,716, y los ingresos medios por familia eran $38,750. Los hombres tenían unos ingresos medios de $31,029 frente a los $23,906 para las mujeres. La renta per cápita para la localidad era de $17,215. Alrededor del 16.5% de la población estaban por debajo del umbral de pobreza.